# Leopold Lenz
Leopold Jakob Lenz (22. Juli 1804 in Passau – 19. Juni 1862 in München) war ein deutscher Opernsänger (Bassbariton) und Komponist.

## Leben
Lenz war Sohn des kurfürstlichen Polizeidirektors und Passauer Chronisten Joseph Lenz und seiner Frau Elisabeth Seigmann.
Er absolvierte seine Gymnasialstudien und bezog 1825 die Münchner Universität, um Jura zu studieren, weil er die Staatsbeamten-Karriere ergreifen wollte. Während seiner Studien wurde er wiederholt auf seine schöne Bassbaritonstimme aufmerksam gemacht und allgemein aufgemuntert, sich der Bühne zu widmen. Es braucht lange Zeit, bis er dem Drängen nachgab und seine Stimme bei Gesangsmeister Josef Staudacher einer Prüfung unterzog, und da auch dieser ihm zuredete, sich der dramatischen Kunst zuzuwenden, nahm er Gesangsunterricht, bereicherte sein theatralisch-musikalisches Wissen, verließ den akademischen Hörsaal und betrat am 1. Januar 1826 das Münchner Hoftheater.
Die Prophezeiungen der Kunstverständigen gingen insofern in Erfüllung, als er eine außerordentlich beliebte und geschätzte Gesangskraft des Kunstinstitutes wurde, das er nicht mehr verließ, und welche er 30 Jahre ununterbrochen in verdienstvollster Weise seine hervorragende künstlerische Kraft widmete, und zählte er während dieser langen Zeit zu den beliebtesten Bühnensängern Münchens. Am 1. Mai 1855 trat er in Pension. Er starb am 19. Juni 1862 und hinterließ den Ruf eines außerordentlich pflichtgetreuen Künstlers.
Seine Leistungen als „Tristan“, „Rocco“ und „Jakob“ blieben lange im Angedenken. Während seiner Ruhezeit beschäftigte er sich mit der Heranbildung junger Talente sowie mit Komposition. Namentlich als Liederkomponist hatte er sich in engeren Kreisen einen guten Namen erworben.

## Schüler
- Karoline Hetzenecker